# Narcyza Żmichowska
Narcyza Żmichowska phát âm [narˈt͡sɨza ʐmʲiˈxɔfska]  (sinh ngày 4 tháng 3 năm 1819 tại Warszawa - mất ngày 24 tháng 12 năm 1876 tại Warszawa),  bút danh Gabryella, là tiểu thuyết gia và nhà thơ người Ba Lan. Bà được coi là tiền thân của phong trào nữ quyền tại Ba Lan.

## Cuộc đời
Năm 1838, Żmichowska là Phó mẫu Nhà quý tộc Zamoyski vào. Bà đã cùng ông chủ đến Paris và đoàn tụ với anh trai Erazm, một nhà cách mạng Ba Lan bị lưu đày khỏi Phân vùng Nga sau Cuộc nổi dậy tháng Mười Một chống Nga hoàng nhưng thất bại. Quan điểm chính trị và xã hội của anh trai cô ảnh hưởng rất nhiều đến Narcyza. Theo lời khuyên của anh trai mình, bà theo học tại Thư viện Quốc gia Pháp, và trở thành một trong những phụ nữ đầu tiên học tập tại Viện hàn lâm Pháp.

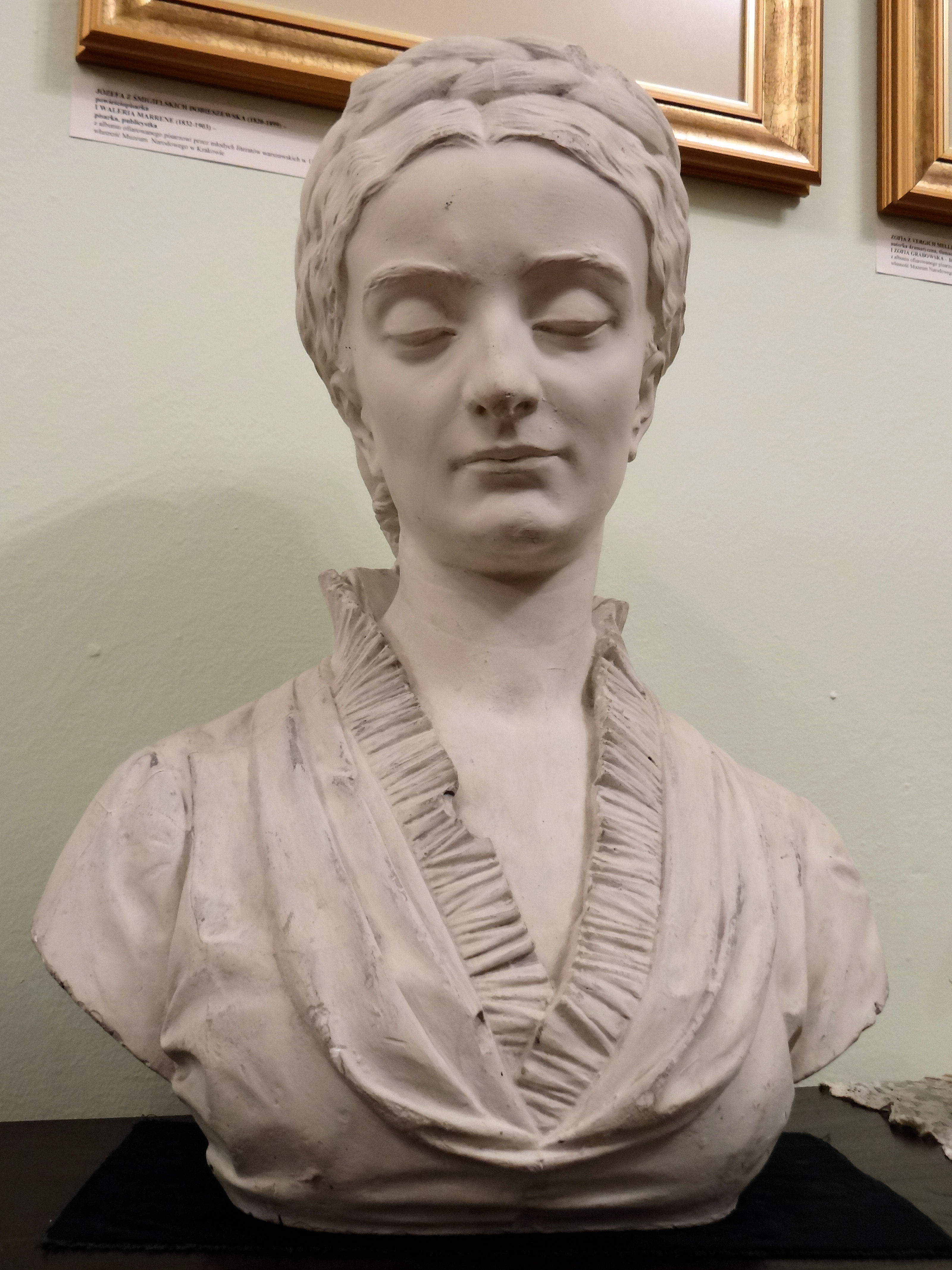
Tượng bán thân Narcyza Żmichowska do nghệ nhân Władysław Radzikowski tạc từ thập niên 1880, hiện đang trưng bầy tại Bảo tàng Lịch sử Kraków

Thời gian ở Pháp làm thay đổi hoàn toàn con người Żmichowska. Bà bắt đầu công khai bày tỏ quan điểm về phụ nữ. Bà hút xì gà, lúc bấy giờ là hành động bị cấm đối với phụ nữ. Nhờ có kiến thức tiếng Pháp vững vàng,  Narcyza dễ dàng tìm được việc làm mới khi cô trở lại Ba Lan bị chiếm đóng. Bà làm Phó mẫu cho bốn người con của Stanisław Kisielecki tại một điền trang gần Łomża. Bà thường xuyên đến thủ đô để gặp gỡ những trí thức khác. Tạp chí văn học Pierwiosnek Từ đó trở đi, bà thường xuyên viết cho các tạp chí Ba Lan khác dưới sự kiểm duyệt của Nga, gồm Pielgrzym (do Eleonora Ziemięcka biên tập) và Przegląd Naukowy. Bà bị chính quyền Nga hoàng bắt ở Lublin và kết án ba năm tù vào năm 1849 vì là thành viên của tổ chức Związek Narodu Polskiego (pl).
Cuốn tiểu thuyết đầu tay của Żmichowska được xuất bản năm 1846 mang tên Poganka.  Cuốn sách được xuất bản bởi Nhà xuất bản Đại học Northern Illinois vào năm 2012 do Tiến sĩ Ursula Phillips biên dịch sang tiếng Anh.

## Các tác phẩm
- Poganka OCLC 10016526
- Książka pamiątek
- Dwoiste życie
- Czy to powieść? OCLC 26836636
- Ścieżki przez życie OCLC 4232707
- Biała róża (Bông hồng trắng) OCLC 28856696
- Wolne chwile Gabryelli
- Wykład nauk przeznaczonych do pomocy w domowym wychowaniu panien
- Wybór powieści OCLC 3277138